# Damiano Damiani
Damiano Damiani (ur. 23 lipca 1922 w Pasiano di Pordenone, zm. 7 marca 2013 w Rzymie) – włoski reżyser i scenarzysta filmowy.
Tworzył głównie dramaty psychologiczne i obyczajowe. Wielokrotnie powracał w swych dziełach do problematyki mafii sycylijskiej. Był także twórcą legendarnego serialu telewizyjnego Ośmiornica (1984) z Michelem Placido w roli komisarza Corrado Cattaniego.

## Filmografia
- Wyspa Artura (1962)
- Pustka (1963)
- Powrót (1963)
- Zakochana wiedźma (1966)
- Gringo (1966)
- Dzień puszczyka (1968)
- Romans ludowy (1970)
- Zeznanie komisarza policji przed prokuratorem republiki (1971)
- Śledztwo skończone - proszę zapomnieć (1972)
- Uśmiech kusiciela (1974)
- Śmierć sędziego (1974)
- Na kolanach (1978)
- Amityville II: Opętanie (1982)
- Ośmiornica (1984)
- Sycylijski łącznik (1985)
- Dochodzenie (1986)
- Pociąg do Piotrogradu (1988)